# 南昌大楼

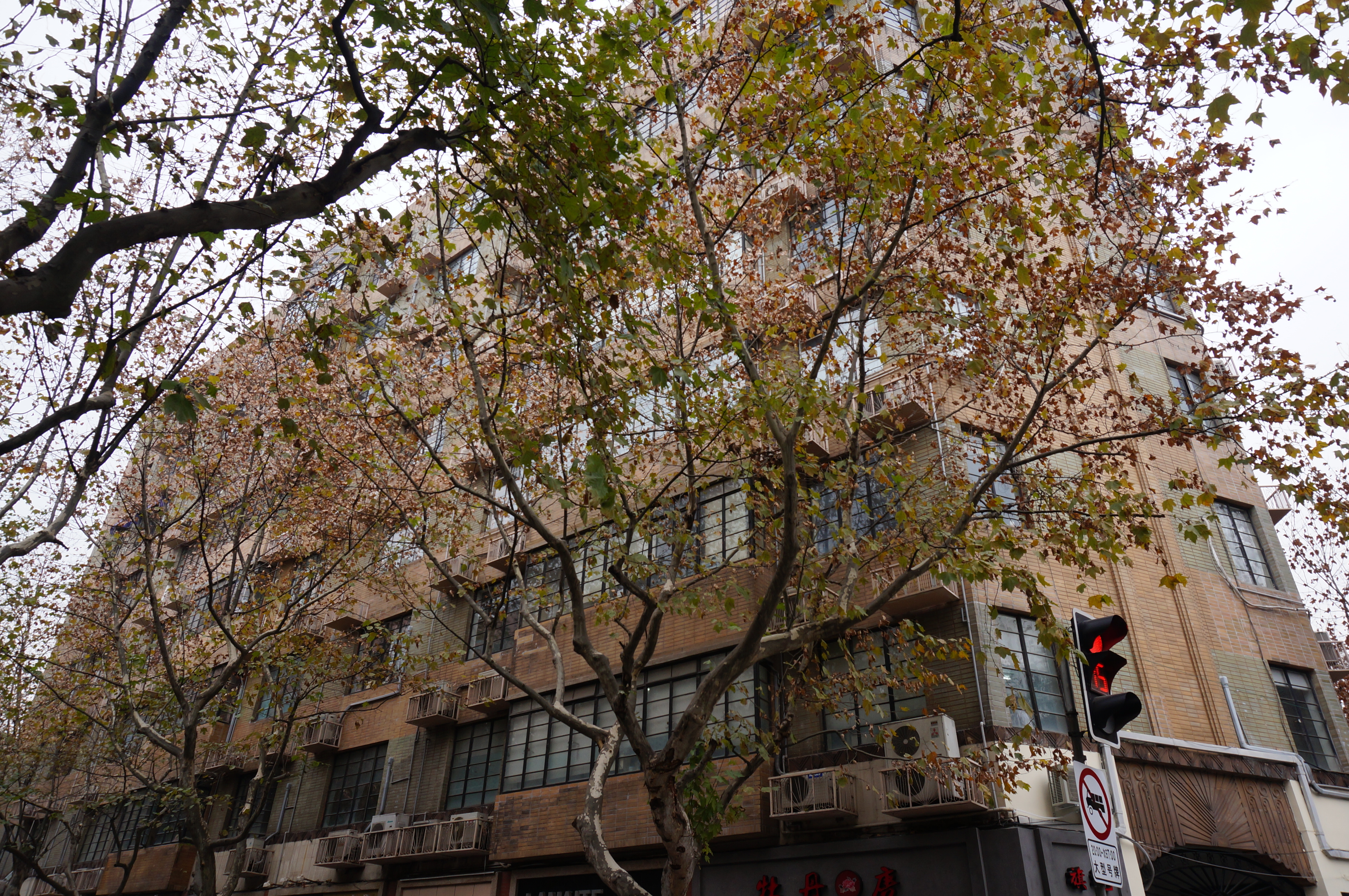
南昌大楼茂名南路面侧景

南昌大楼原称阿斯特屈来特公寓（英語：Astrid Apartments）又称环龙公寓，位于今中國上海南昌路、茂名南路的交叉口东北角，钟和公寓的对面，是一栋保姆楼和公寓楼分开的8层公寓大楼。建筑由永安地产公司投资，外国建筑设计师列文设计，于1933年建成在当时的环龙路（今南昌路）。因其保姆楼和公寓楼分开和主仆分明的设计，阿斯特屈来特公寓当时也是被称为“等级森严”。1994年，南昌大楼入选第二批上海市优秀历史建筑。

## 历史
1912年，法租界当局为纪念法国飞行员环龙在上海作飞行表演时坠亡，将新筑的一条路命名为环龙路（今南昌路）。环龙路毗邻霞飞路（今淮海路），永安地产公司看中这块闹中取静的地方，1933年投资兴建了这幢公寓。

## 建筑特色
南昌大楼高8层，占地2000平方米，建筑面积11196平方米，钢筋混凝土结构。平面为楔形，两侧临街，属于现代建筑。楼层公寓以内廊式为主，也有部分是外廊式。

### 外观
大楼建筑设计较为简洁。外墙立面用奶黄色面砖贴面，并且有许多处地方使用了装饰艺术派风格的图案。最明显的一处便是在转角处顶部尖塔上特征鲜明的纯粹装饰性的浮雕图案。此外，在大门入口的门楣、门窗铁花等处、檐部等处也有装饰图案。大楼内部所铺设的地砖上同样有几何装饰图案。

### 建筑布局
南昌大楼在转角处有大门进口，并在沿街的两面设两个过街楼出入口，公寓后面还设内院。大楼底层为店铺，二楼以上为住宅。户型分四等，都设有壁橱、厨房、卫生间和半挑半凹的阳台。建筑特别的设计是其为一梯两户，厨房和客厅的连接处还有供佣人上菜的备菜室。在沿街的大楼后，便是终日没有阳光的4层保姆楼。每个房间只有7平方米，一楼为车库。每个厨房里还设有电铃，从而同住在保姆楼里的佣人联系。